# 愛知県図書館

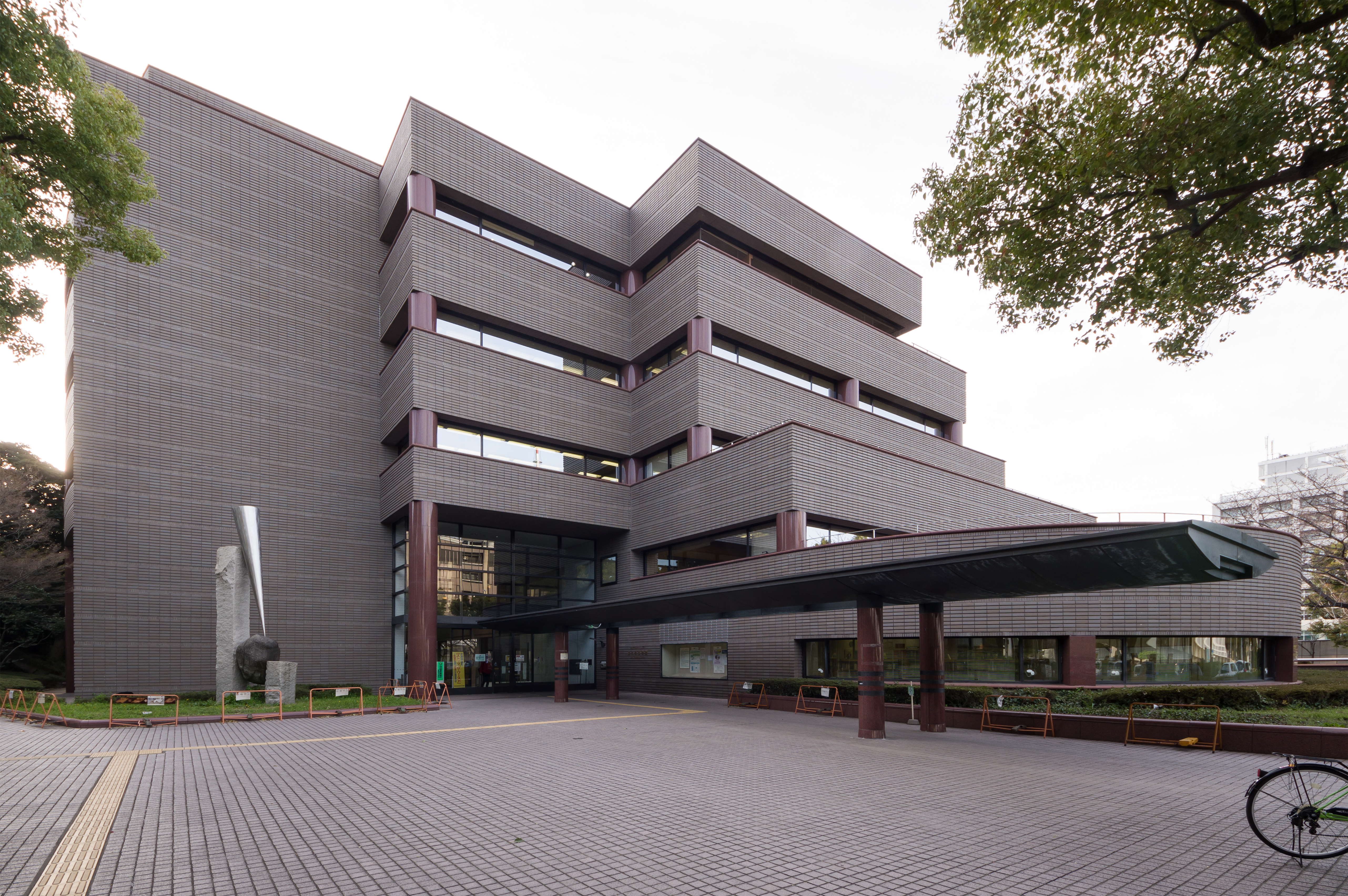
正面入口

愛知芸術文化センター愛知県図書館（あいちげいじゅつぶんかセンターあいちけんとしょかん、Aichi Prefectural Library）は、愛知県名古屋市中区三の丸一丁目にある愛知県立の公共図書館である。通称は「愛知県図書館」または「県図書」。

## 概要

### 愛知県文化会館愛知県図書館
サンフランシスコ講和条約記念として企画されたとされる。コンペにより選ばれた。蔵書は全国有数であったといい、学生の学習の場としても機能していた。1992年10月、再開発により閉館した。跡地にはオアシス21が建てられている。
延床面積は5847平方メートル、地上3階建て（地下1階）、蔵書は閉館時には約68万冊を誇った。
閉架書庫は地下階および、2・3・4階の4フロアーに渡って整備されており、延べ2100平方メートルに及んだ。また、館外貸し出しを行わなかったため、館内閲覧室として、第一閲覧室（一般および大学生向け自由席206席と男子高校生向け指定席108席）・第二閲覧室（一般および大学生向け指定席236席）・婦人室（女子高校生向け指定席90席）が置かれていた。また、特徴的な資料として、科学技術・産業・経済関係の専門雑誌など約6000種や社史・有価証券報告書など2万7500冊、特許公報、意匠公報などを備える「産業室」や愛知県内の郷土資料約1万2千冊を備える「郷土室」があった。

### 幻の神宮外苑図書館
1968年（昭和43年）7月には第三セクターの神宮外苑土地開発会社が、名古屋市熱田区の東洋プライウッド・中京倉庫・旭金属・熱田倉庫の敷地の再開発に関して、図書館を設置する計画を立ち上げた。同社は愛知県も出資しており、のちに、愛知県が同地に3万3千～4万6千平方メートルの敷地に4～5階建ての図書館を整備する構想へと発展した。目玉として宇宙科学に関する資料を収集し、児童閲覧室の設置（当時の愛知県図書館は児童の入館を許可していなかった）、県下全図書館の蔵書目録をコンピュータ管理するなどの先進的な図書館を構想していた。

### 愛知芸術文化センター愛知県図書館
「県民に開かれた図書館」「資料情報センターとしての図書館」「県内の市町村立図書館へのバックアップを行う図書館」「愛知芸術文化センターの一翼を担う図書館」であるという4つの基本的性格を掲げている。

## 沿革
- 1947年（昭和22年）1月16日 - 愛知県議会において、「中央図書館建設に関する意見書」が県知事宛に提出される[5]。
- 1948年（昭和23年） - 財政状況により「施設より活動」を優先するという方針を立て、貸出文庫を中心とすることになる[5]。同年8月、岡崎高等師範学校図書館勤務の小野賢吉の指導により、愛知県庁4階において図書整理を開始[5]。同年10月、2500冊の図書を50箱の貸出文庫に編成した[5]。
- 1949年（昭和24年）7月 - 愛知県庁舎より、昭和塾堂別館に事務所を移転[6]。
- 1950年（昭和25年）12月7日 - 愛知県議会において、愛知県立図書館設置に関する条例が可決される[7]。
- 1951年（昭和26年）
  - 4月26日 - 愛知県移動図書館設置[6]。
  - 6月 - 社会教育課所有の宣伝自動車「白鳥号」に約1800冊の図書を積載し、図書の貸出と映画会を実施する移動図書館を試験的に実施した[7]。
  - 6月27日 - 組織としての愛知県立図書館が昭和塾堂本館に移転[8]。
- 1953年（昭和28年）3月28日 - 愛知県立図書館設置に関する条例に代わって、愛知県営造物条例が公布される[8]。
- 1954年（昭和29年）4月 - 移動図書館専用自動車として「いずみ号」を購入[8]。名称は公募により「心の指針を求め、知識の宝庫としてコンコンと湧き出る泉の如く、文化的恩恵をもたらして走る移動図書館車にふさわしい」ものであるとして選ばれた[9]。
- 1956年（昭和31年）4月 - 貸出文庫を中止し、移動図書館に全面移行[10]。
- 1957年（昭和32年）4月 - 「いずみ2号」を購入し、移動図書館が2台体制となる[10]。
- 1959年（昭和34年）4月5日[10] - 名古屋市栄地区に愛知県文化会館愛知図書館として開館[11]。蔵書5万冊。
- 1961年（昭和36年）
  - 4月 - 「いずみ1号」を更新[10]。
  - 11月1日 - 移動図書館事務所が愛知県文化会館内に移転[10]。
- 1964年（昭和39年）
  - 2月 - 「いずみ2号」を更新[12]。
  - 3月27日 - 組織としての愛知県立図書館廃止[12]。
- 1967年（昭和42年）8月 - 「いずみ1号」を更新[12]。
- 1971年（昭和46年）11月 - 「いずみ2号」を更新[13]。
- 1974年（昭和49年）11月 - 「いずみ1号」を更新[13]。
- 1976年（昭和51年）1月18日 - 住居表示の実施に伴い、東区久屋町8丁目8番地より、同区東桜一丁目12番1号に変更になる[13]。
- 1979年（昭和54年）11月 - 「いずみ2号」を更新[14]。
- 1984年（昭和59年） - 「いずみ2号」による1台体制に移行[15]。
- 1989年（平成元年）3月 - 「いずみ2号」の更新に伴い「いずみ号」を購入[16]。
- 1991年（平成3年）
  - 3月 - 愛知図書館閉館[17]。
  - 4月1日 - 愛知県芸術文化センター条例施行[11]。
  - 4月20日 - 現在地に新築移転し、愛知芸術文化センター愛知県図書館開館[11][WEB 6]。従来は館外貸出を行っていなかったが、移転に伴い館外貸出を開始した[18]。
  - 5月14日 - 移動図書館が愛知県教育委員会より移管され、管理課企画・振興担当による体制で運行を開始する[19]。
- 1994年（平成6年）4月 - 県内各市町村立図書館との間で宅配便を利用した資料搬送を開始する[17]。
- 2000年（平成12年）3月 - 「いずみ号」を廃止[17]。その代替として同年4月より、図書館未設置の自治体に対する貸出文庫を開始する[17]。
- 2002年（平成14年）4月 - サービス拡大として、視聴覚誌料の貸出開始および図書貸出冊数を従来の3冊から6冊、貸出期間を15日から22日へと変更[17]。
- 2003年（平成15年）1月 - 公式サイト上で県内公共図書館横断検索システムを公開[20]。当初は17館参加で開始[20]。
- 2005年（平成17年） - 県内公共図書館横断検索システムの愛称として「愛蔵くん」、キャラクターとして象を模した「あいぞうくん」を設定する[20]。
- 2013年（平成25年）1月 - 「あいちラストワン・プロジェクト」開始[20]。
- 2014年（平成26年）4月 - サービス拡大として、音楽配信サービスの開始・貸出カード発行に対する居住地等の条件廃止・郵便を利用した貸出カード発行の3施策を開始する[20]。
- 2015年（平成27年）5月 - 国立国会図書館デジタル化資料送信サービスの取り扱いを開始する[20]。
- 2021年（令和3年）1月 - 新型コロナウイルスを想定した「新しい生活様式」に沿ったサービスとして、オンラインで利用できる電子書籍サービスを開始した。[WEB 7]

## 施設概要

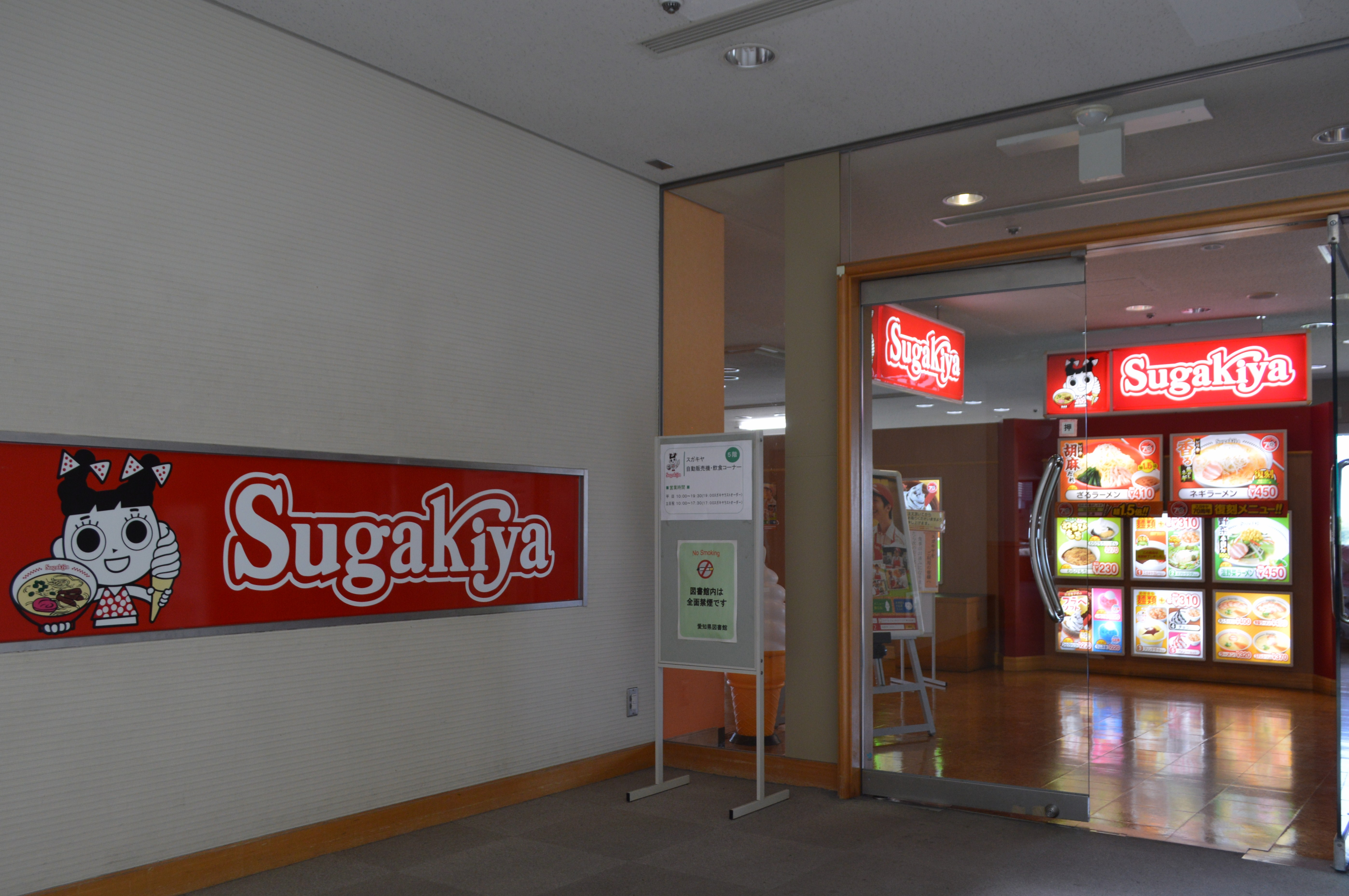
5階レストラン

| 5階     | レストラン・自動販売機・飲食コーナー                                                                               |
| 4階     | 自然科学・科学技術・社会科学・ビジネス情報コーナー                                                                 |
| 3階     | 人文科学・地域資料・ティーンズコーナー・他文化サービスコーナー                                                     |
| 2階     | 新聞・雑誌・マイクロフィルム                                                                                       |
| 1階     | 貸出返却カウンター・登録カウンター・児童図書室・AV室・視覚障害者資料室                                             |
| 1階     | （館外）「風の色」像・「雪椿の乙女」像・オブジェ「浮くかたち」・「横井也有出生地」案内板・「大原幽学出生地」案内板 |
| 地下1階 | 閉架書庫・貴重書庫                                                                                                 |
| 地下2階 | 閉架書庫・貴重書庫                                                                                                 |

- 敷地面積：10,120.24平方メートル[WEB 9]
- 建築面積：3,516.15平方メートル[WEB 9]
- 延床面積：19,604.39平方メートル[WEB 9]

### 5階
レストラン（スガキヤ）・自動販売機・飲食コーナー

### 4階

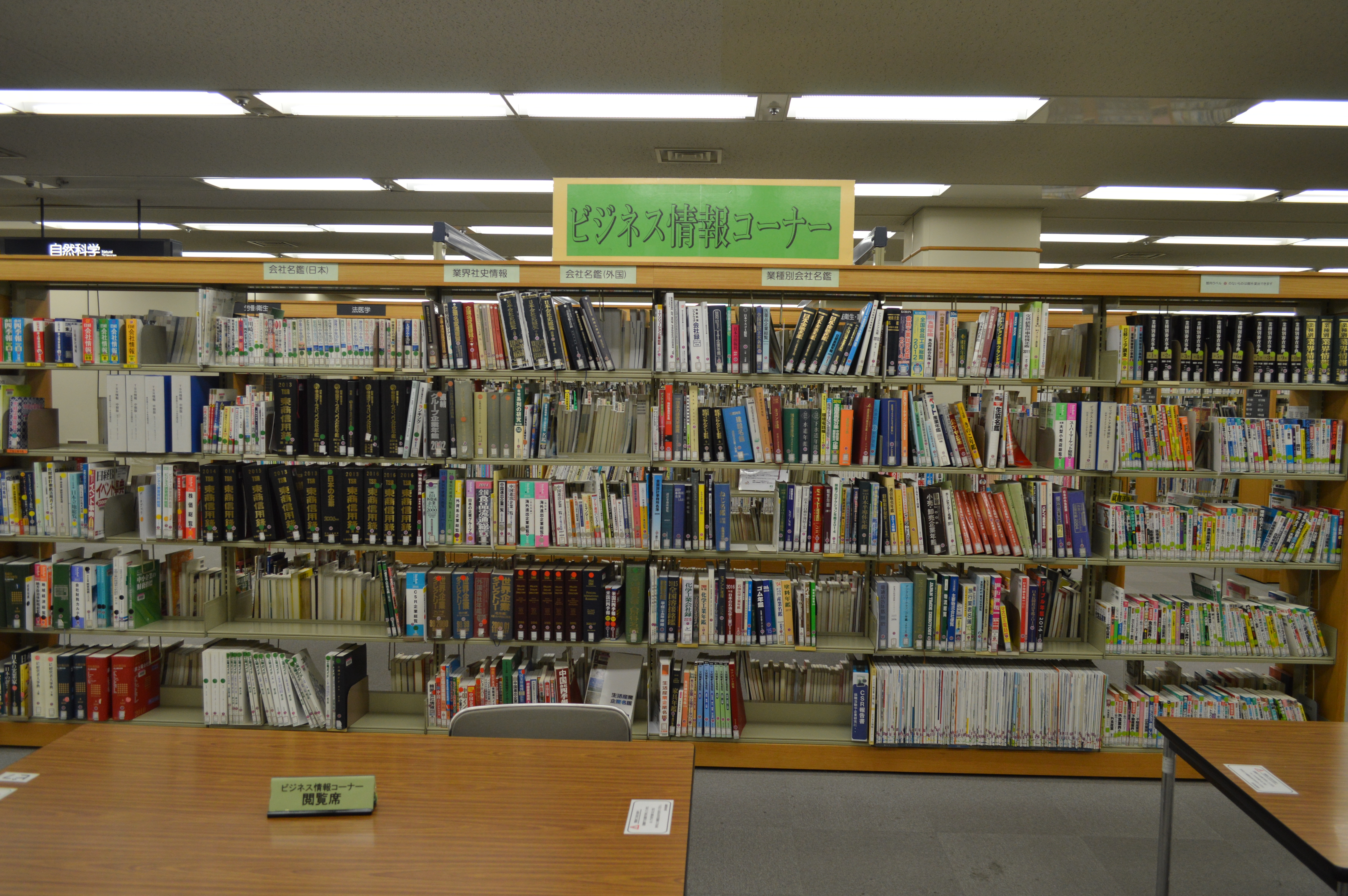
4階 ビジネス情報コーナー

#### ビジネス情報コーナー
2005年（平成17年）3月設置。コーナーには持ち込みパソコンの利用ができる優先席8席がある。ビジネス情報として、企業・団体名鑑や各種年鑑、名簿類などの企業情報のほか、資格取得に関する資料、就職活動に関する資料、起業に関する資料、キャリアアップに関する資料、ビジネス関連の雑誌約30種、CSR報告書約250冊など、幅広い情報を提供している。

#### OA機器専用席
利用者持参のノートパソコンおよびワープロの利用が許可されている座席が24席準備されている。無線LANのアクセスポイントとして、フレッツ・スポット（NTT西日本）・docomoWi-Fi（NTTドコモ）・softbankWi-Fi（ソフトバンク）の3社によるサービスが提供されている。2021年7月からは、フリーWi-Fiの「Aichi Free Wi-Fi」も利用可能。（フリーWi-Fiについては、４階以外にも、１階 Yotteko（ヨッテコ）及びAV室、２階～４階の閲覧スペース、５階　各会議室、レストラン（スガキヤ）・飲食コーナー・ロビーで使用可能。1回あたりの利用時間は最大30分で、再度認証することで延長も可能）

### 3階

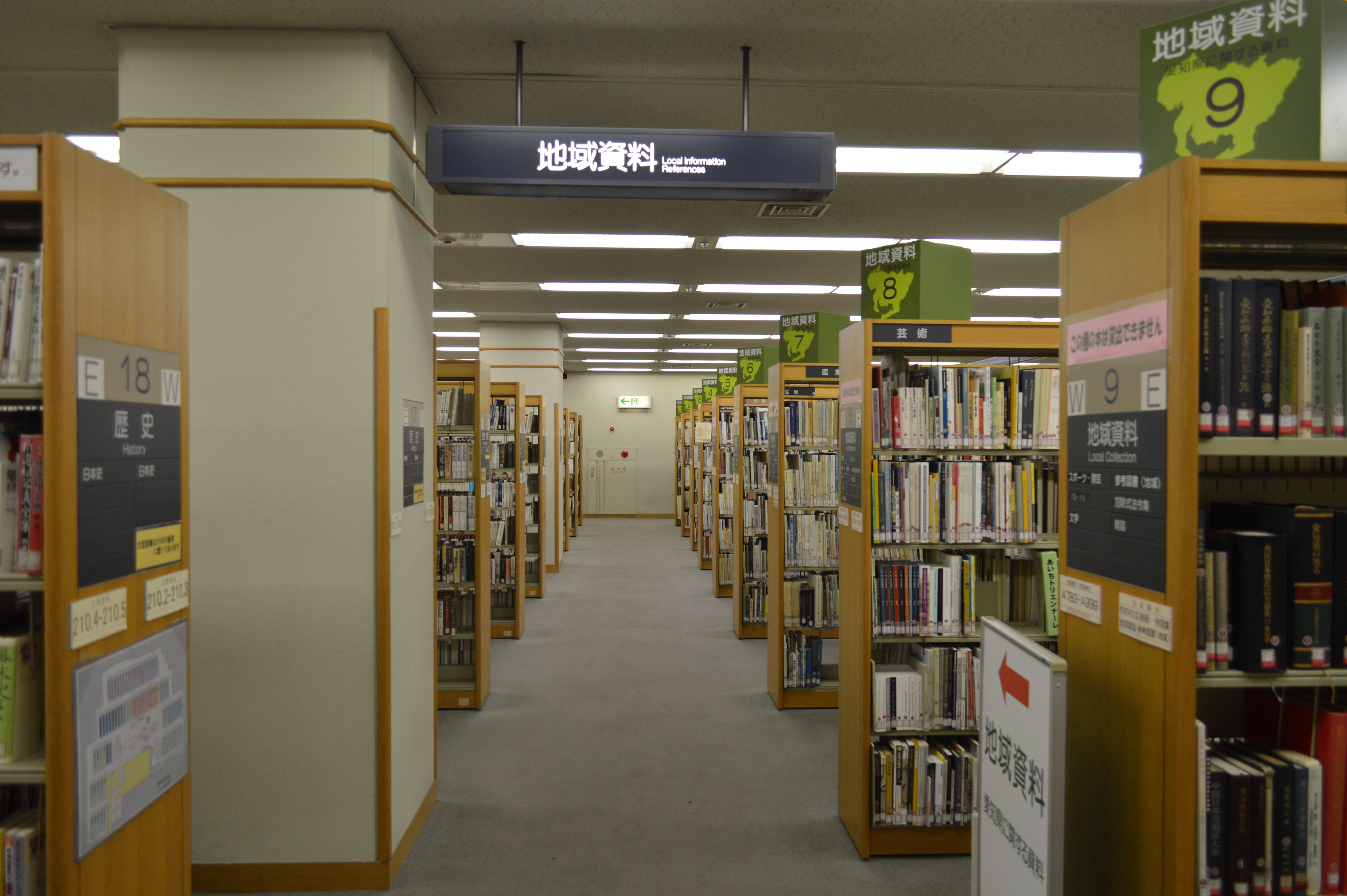
3階 地域資料

#### ティーンズコーナー
2005年（平成17年）3月設置。児童図書室の対象図書と一般図書の間の需要を埋めるための書架。

#### 他文化サービスコーナー
2006年（平成18年）3月設置。

### 2階

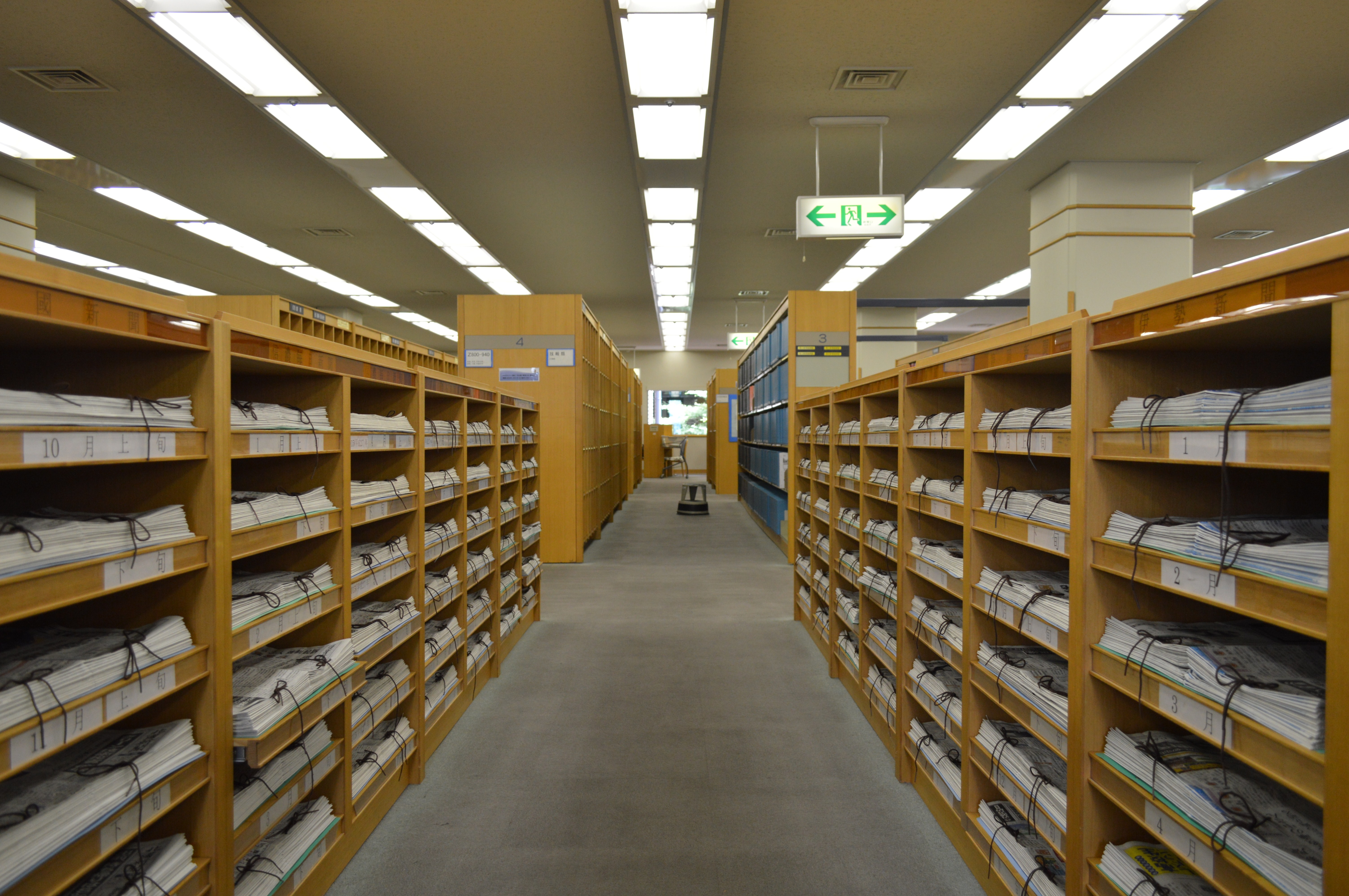
2階 新聞・雑誌コーナー

開館時より、雑誌は対象年齢や娯楽・実用・学術のジャンルを問わず広範囲に収集し、永年保存を目指している。また、新聞は全国紙・中部地方の各県1紙ずつ・各地方の代表的なブロック紙をはじめとして、外国新聞・政党機関紙・各種業界専門紙や愛知県内の郷土紙の収集を行っている。新聞・雑誌については、保存を重視するために、貸し出しを実施していない。

### 1階

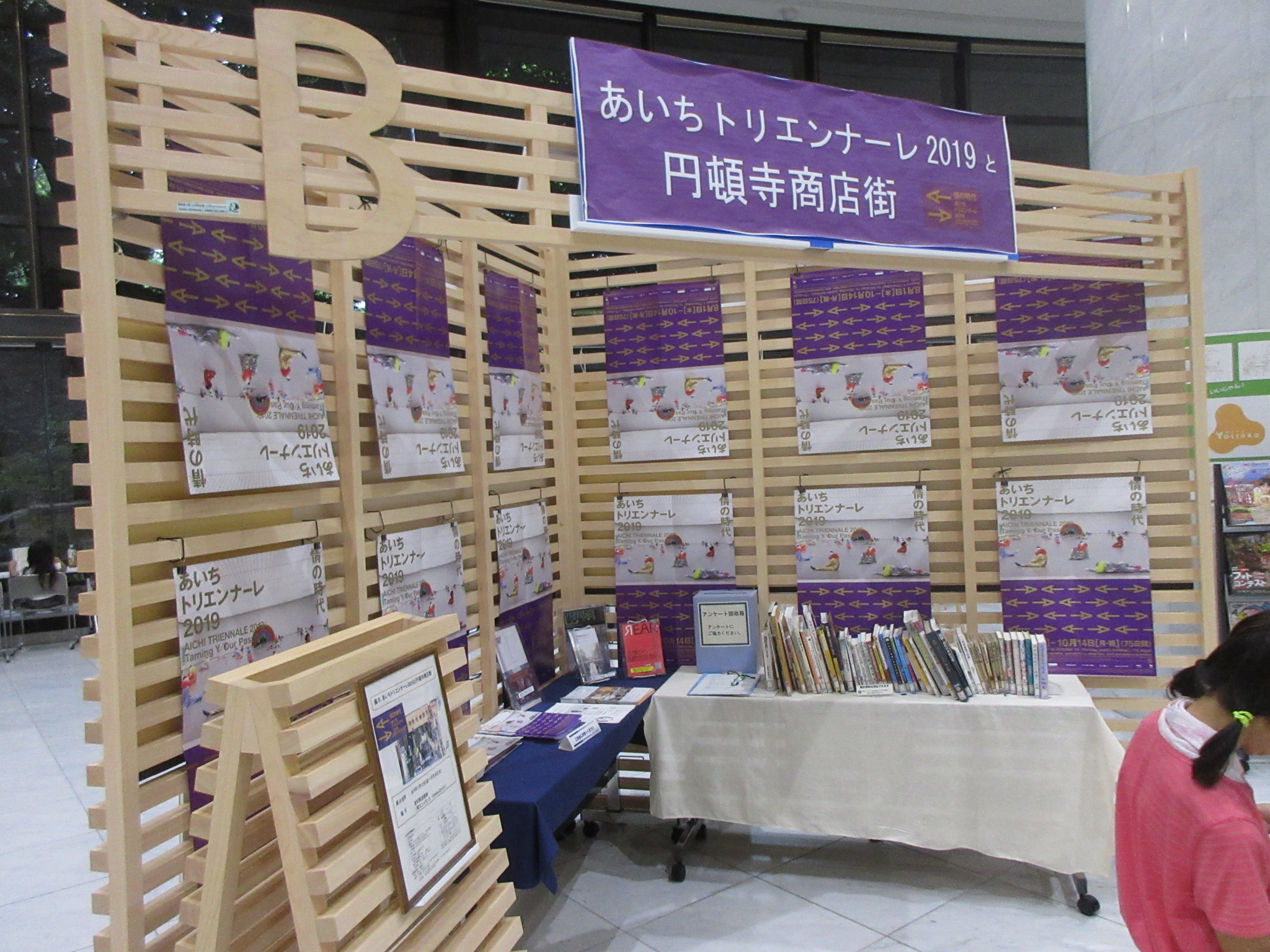
1階 特集コーナー

#### 児童図書室
新生児から中学生までを対象とした資料を収集・提供している施設。また、児童図書研究室が附属している。

#### 視覚障害者資料室
図書館1階東北寄りに設置された視覚障害者向けのサービスを行う施設。点字翻刻された事典類や点字雑誌・録音図書が配架されている。また、図書館2階において、点字版利用案内の作成や録音図書・点字図書の目録の作成を行っている。図書の貸し出しをはじめ、対面朗読サービス・録音図書の作成・電辞サービス（電話による辞書の読み上げサービス）・所蔵調査を実施している。対面朗読サービスは、録音図書の作成までのタイムラグを補うために、私文書を除く印刷物を対象として実施している。

### 蔵書
2006年（平成18年）3月現在
- 図書：約89万冊
- 新聞：約200紙
- 雑誌：約7,500誌

## サービス

### 貸出
- 図書：6冊22日間（3週間）[WEB 13]
- 紙芝居：6点22日間（3週間）[WEB 13]
- AV資料：3点22日間（3週間）[WEB 13]
- 視覚障害者向け視聴覚資料：原本6冊分22日間（3週間）[WEB 13]

### 開館時間
- 火曜日～金曜日：午前10時～午後8時（児童図書室・視覚障害者資料室は午前10時～午後6時）[WEB 13]
- 土曜日・日曜日･祝日：午前10時～午後6時[WEB 13]

### 休館日
- 月曜日（祝日にあたる場合は開館し、次の平日に休館）[WEB 13]
- 第2木曜日[WEB 13]
- 年末年始（12月28日～1月4日）[WEB 13]
- 館内整理日[WEB 13]（例年、2月下旬～3月中旬）

## 交通アクセス
- 名古屋市営地下鉄鶴舞線・桜通線 丸の内駅8番出口から徒歩で約5分[WEB 14]。
- 名古屋市営バス幹名駅1・名駅14号系統「愛知県図書館」停留所下車、徒歩で約3分[WEB 14]。
- なごや観光ルートバス：メーグル「四間道」 停留所下車、徒歩で約3分。

#### WEB
1. ↑  “指定管理者による業務の実施状況（モニタリング結果） - 愛知県”.   愛知県. 2020年2月7日閲覧。
2. ↑  “名古屋市:平成3年度名古屋市都市景観賞表彰作品（観光・イベント情報）”.   名古屋市. 2020年2月7日閲覧。
3. ↑  “第20章　文化・観光 （平成30年度刊愛知県統計年鑑） - 愛知県”.   愛知県. 2020年2月7日閲覧。
4. ↑  “愛知県図書館　ホームページ”.   愛知県図書館. 2020年2月7日閲覧。
5. ↑  “令和元年度事業年報”.   愛知県図書館. 2020年2月7日閲覧。
6. ↑  “研究グループ例会等案内バックナンバー 愛知研究例会第188回例会”.   日本図書館研究会. 2013年12月18日閲覧。
7. ↑  “愛知県図書館　電子書籍サービスのご案内”.   愛知県図書館. 2021年5月1日閲覧。
8. 1 2 3 4 5 6 7  “フロアガイド”.   愛知県図書館. 2016年11月6日閲覧。
9. 1 2 3  “愛知県図書館のあゆみ”.   愛知県図書館. 2015年3月3日閲覧。
10. 1 2  “ビジネス情報コーナーのご案内”.   愛知県図書館. 2017年2月5日閲覧。
11. 1 2  “４階フロア・コーナーのご案内”.   愛知県図書館. 2017年2月5日閲覧。
12. ↑  “ティーンズコーナー”.   愛知県図書館. 2017年2月5日閲覧。
13. 1 2 3 4 5 6 7 8 9 10  “サービスのご案内”.   愛知県図書館. 2015年3月3日閲覧。
14. 1 2  “交通のご案内”.   愛知県図書館. 2015年3月3日閲覧。

#### 新聞
1. 1 2 3  “ウィークエンドなごや ●徹底ガイド サカエ物語 蔵書26万、コピーもOK 利用者、トップは受験生 ユニークな産業、郷土室” (日本語). 名古屋タイムス. (1977年10月13日)
2. 1 2 3  “熱田神宮外苑に新構想図書館” (日本語). 朝日新聞. (1971年6月5日)

#### 書籍
1. ↑  牛田正行 2005, p. 16.
2. 1 2 3 4 5  あいちトリエンナーレ実行委員会編 2013, p. 45.
3. ↑  愛知芸術文化センター愛知県図書館 2016, p. 2.
4. ↑  愛知芸術文化センター愛知県図書館 1991, p. 4.
5. 1 2 3 4  愛知芸術文化センター愛知県図書館 1994b, p. 3.
6. 1 2  愛知芸術文化センター愛知県図書館 1994b, p. 7.
7. 1 2  愛知芸術文化センター愛知県図書館 1994b, p. 4.
8. 1 2 3  愛知芸術文化センター愛知県図書館 1994b, p. 8.
9. ↑  愛知芸術文化センター愛知県図書館 1994b, p. 5.
10. 1 2 3 4 5  愛知芸術文化センター愛知県図書館 1994b, p. 9.
11. 1 2 3  愛知芸術文化センター愛知県図書館 1991, p. 14.
12. 1 2 3  愛知芸術文化センター愛知県図書館 1994b, p. 10.
13. 1 2 3  愛知芸術文化センター愛知県図書館 1994b, p. 11.
14. ↑  愛知芸術文化センター愛知県図書館 1994b, p. 12.
15. ↑  愛知芸術文化センター愛知県図書館 1994b, p. 6.
16. ↑  愛知芸術文化センター愛知県図書館 1994b, p. 13.
17. 1 2 3 4 5 6 7 8  愛知芸術文化センター愛知県図書館 2016, p. 6.
18. ↑  愛知芸術文化センター愛知県図書館 2016, p. 3.
19. ↑  愛知芸術文化センター愛知県図書館 1994, p. 6.
20. 1 2 3 4 5 6  愛知芸術文化センター愛知県図書館 2016, p. 7.
21. ↑  愛知芸術文化センター愛知県図書館 2016, p. 4.
22. ↑  “お知らせ・行事 - 愛知県図書館”. www.aichi-pref-library.jp. 2021年12月18日閲覧。
23. ↑  愛知芸術文化センター愛知県図書館 1994, p. 37.
24. ↑  愛知芸術文化センター愛知県図書館 1994, pp. 37–38.
25. ↑  愛知芸術文化センター愛知県図書館 1994, p. 40.
26. ↑  愛知芸術文化センター愛知県図書館 1993, p. 29.
27. ↑  愛知芸術文化センター愛知県図書館 1993, p. 30.
28. 1 2 3  愛知芸術文化センター愛知県図書館 1992, p. 19.
29. ↑  愛知芸術文化センター愛知県図書館 1992, p. 20.
30. ↑  愛知芸術文化センター愛知県図書館 1992, p. 21.